# Jori Hulkkonen
Jori Hulkkonen, född 28 september 1973, är en finländsk houseproducent, ursprungligen från Kemi men bor numera i Åbo. 

## Karriär
Hulkkonen började sin karriär under tidigt 1990-tal då han jobbade tillsammans med Tuomas Salmela och Ari Ruokamo med deras egen houselabel Lumi Records. 1996 blev Hulkkonen signerad till Franska skivbolaget F Communications (drivs av Laurent Garnier, och debuterade samma år med Selkäsaari Tracks. Hulkkonen har släppt flera spår på F Communications under årens lopp.

### Sverige
Hulkkonen har även släppt många skivor på svenska skivbolag, bland annat Trainspotter's Nightmare, Hybrid Sound Architectures och Plack Town Sounds. Han är även god vän med många svenska house/techno-producenter och har gjort flera samarbeten med dessa, bland annat Cari Lekebusch och Jesper Dahlbäck.

## Alias
Hulkkonen, såsom många andra inom den elektroniska musiken, använder sig av flera olika alias. För att nämna några:
Avalon Unbounded, Bobby Forester, Deks Dekster, Electromantic, Eternal Boyman, Hösh!, J.A.W.S., Jii Hoo, Midnite City Soul Affair, Vichy, Zyntherius.